# Château Albert
Pour les articles homonymes, voir Albert.

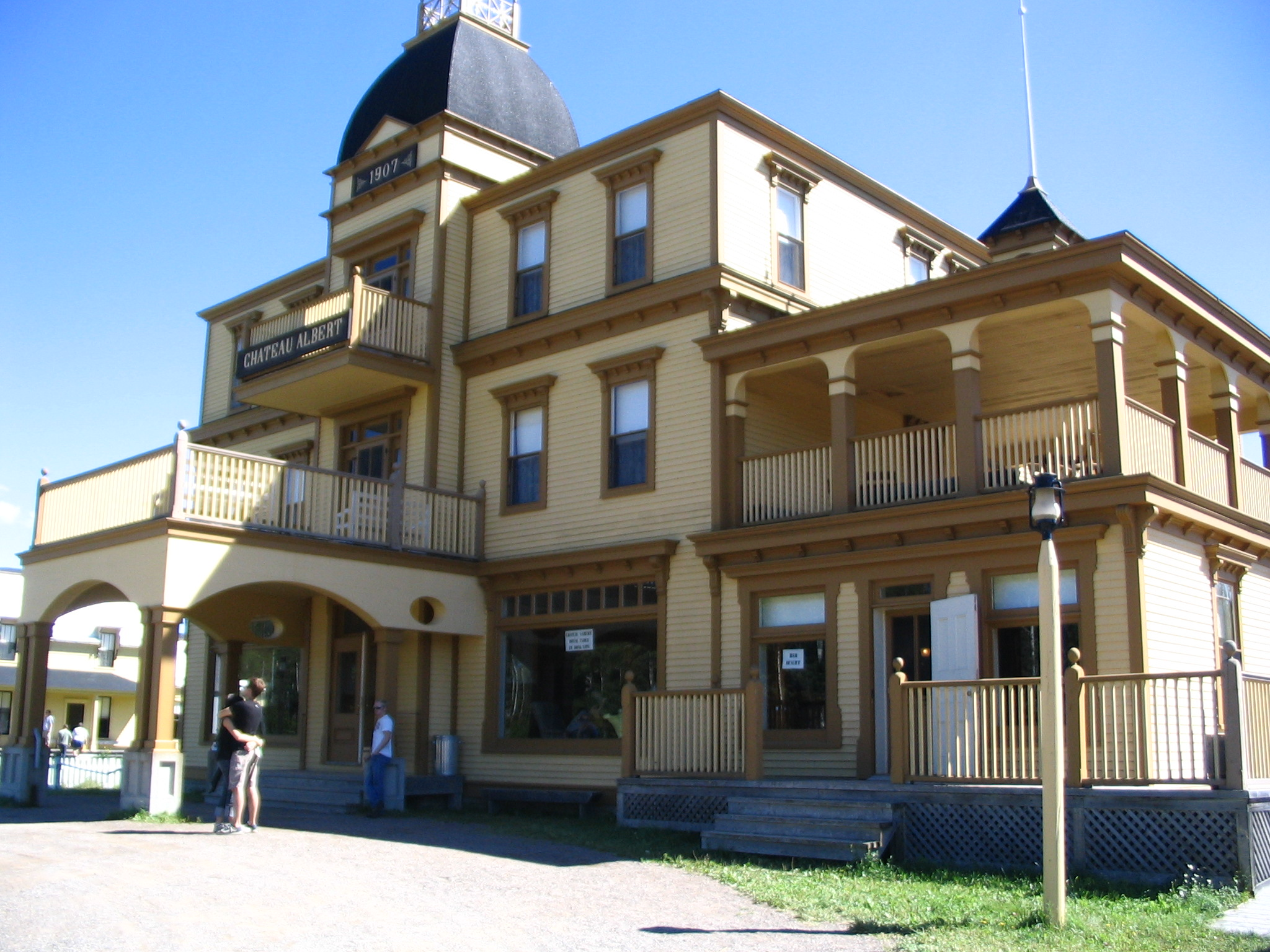

Le Château Albert est reproduit fidèlement grâce aux plans originaux conservés. Ces plans furent dessinés par l’architecte acadien Nazaire Dugas et le premier propriétaire de l’hôtel fut Pierre P. Albert.
Pierre P. Albert, né en 1870, fait construire cet énorme édifice à Caraquet au nord-est du Nouveau-Brunswick en 1907 suivant les plans conçus par Nazaire Dugas. Malheureusement, Pierre éprouve des ennuis financiers dès le départ. Il faut dire qu’avec la venue du chemin de fer depuis la fin des années 1880, les habitants de la Péninsule acadienne se sont lancés dans le monde hôtelier en croyant que le chemin de fer allait amener une vague de visiteurs et de touristes.  Ce ne fut pas le cas, et comme un certain nombre d’hôtels, le Château Albert ferma ses portes quelques années après son ouverture.

Malgré tout, lorsque le Château Albert était un hôtel, il avait bonne réputation. L’hôtel possédait 24 chambres et une bonne étable pour les chevaux. On y tenait des réceptions de mariage comme c’est le cas en août 1910 avec le mariage de Fred Poirier et Françoise Paulin et des banquets comme celui d’avril 1913 pour fêter le gérant de la Banque Provinciale.
Lorsque la Première Guerre mondiale éclate en 1914, l’hôtel est converti en quartier général pour la milice et pour le recrutement et l’entraînement des soldats du 165e bataillon acadien.  Après la guerre, l’édifice est vendu à Joseph Dumas qui loue les salles comme appartements. Aussi, le barbier Rhéal Albert ouvre une boutique dans les années 1920, l’avocat Albany Robichaud de Shippagan dispose d’un bureau dans le Château et Fred Bourque ouvre une pharmacie en 1940.
Vers 1943-1944 l’édifice est vendu à Ashley Colter qui ouvre un magasin général A. & R. Loggie.  Le Château Albert est utilisé comme magasin jusqu’en 1955 où il fut la proie des flammes. C’est lors du développement de la phase du XXe siècle que le Château Albert est reconstruit sur le site historique du Village Historique Acadien.
On a reconstruit l'hôtel sur le site du Village Historique Acadien à Caraquet, à l'aide des plans originaux, tout en respectant les nouvelles normes. Le personnel est vêtu de costumes d'époque, et les hôtes sont conduits à l'hôtel par un chauffeur conduisant une automobile des années 1920. Les chambres sont dotées du confort moderne, mais l'infrastructure électrique est dissimulée. Tôt le matin et après 18h00, les hôtes peuvent parcourir à loisir le Village Historique Acadien libre de touristes.

## Listes de références
1. ↑  « Hôtel Château Albert | Village Historique Acadien », sur www.villagehistoriqueacadien.com (consulté le 12 juillet 2022)